# Arnout Balis
Arnout Balis, né à Uccle le 29 juillet 1952 et mort le 6 septembre 2021, est un professeur et un historien de l'art belge néerlandophone spécialisé dans la peinture flamande. Il fait partie du comité de rédaction du Corpus Rubenianum Jacob Burchard.